# Hōkago Saikoro Club
Hōkago Saikoro Club (放課後さいころ倶楽部 Hōkago Saikoro Kurabu?), conocida en inglés como After School Dice Club, es una serie de manga japonesa escrita e ilustrada por Hirō Nakamichi. Se centra en un grupo de chicas adolescentes y sus esfuerzos por montar un café de juegos de mesa. Fue serializado en la revista de manga shōnen de Shogakukan Monthly Shōnen Sunday desde marzo de 2013 hasta junio de 2021, con sus capítulos recopilados en diecinueve volúmenes de tankōbon. 
Una adaptación de la serie de televisión de anime de Liden Films se emitió de octubre a diciembre de 2019.

## Sinopsis
Miki Takekasa es una tímida chica de secundaria que prefiere mantenerse apartada. Un día después de la escuela, se encuentra con una nueva estudiante transferida llamada Aya Takayashiki, quien la convence de emprender una aventura juntos. Algún tiempo después, ven a la representante de la clase, Midori Ono, dirigiéndose al distrito de entretenimiento. Cuando la siguen, se enteran de que trabaja en una tienda de juegos. Este descubrimiento hace que Miki, Aya y Midori se den cuenta de que comparten la pasión por los juegos de mesa. Como tal, pasan tiempo jugando diferentes juegos juntos.

## Personajes
Miki Takekasa (武笠美姫 Takekasa Miki?)
 Seiyū: Saki Miyashita
Miki es una chica tímida de pelo corto azul y ojos turquesa. No cree saber divertirse y prefiere evitar las aglomeraciones.
Aya Takayashiki (高屋敷綾 Takayashiki Aya?)
 Seiyū: Marika Kouno
Midori Ono (大野 翠 Ōno Midori?)
 Seiyū: Miyu Tomita
Takeru Kinjō (金城タケル Kinjō Takeru?)
 Seiyū: Takaya Kuroda
Emilia (エミーリア Emīria?)
 Seiyū: M.A.O
Shōta Tanoue (田上翔太 Tanoue Shōta?)
 Seiyū: Kōhei Amasaki
Ryūji Yoshioka (吉岡龍二 Yoshioka Ryūji?)
 Seiyū: Shun Horie
Yūto Aoshima (青島悠人 Aoshima Yūto?)
 Seiyū: Taku Yashiro
Ren Shibusawa (渋沢連 Shibusawa Ren?)
 Seiyū: Kotori Koiwai
Hana Takayashiki (高屋敷花 Takayashiki Hana?)
 Seiyū: Hisako Tōjō
Kyōko Maki (牧京子 Maki Kyōko?)
 Seiyū: Eriko Matsui

## Contenido de la obra

### Manga
El manga fue escrito e ilustrado por Hirō Nakamichi, se publicó por entregas en la revista Monthly Shōnen Sunday de Shogakukan desde el 12 de marzo de 2013 hasta el 11 de junio de 2021. Shogakukan ha compilado sus capítulos en volúmenes tankōbon individuales. Se publicaron diecinueve volúmenes desde el 12 de septiembre de 2013 hasta el 12 de julio de 2021.

### Anime
Se anunció una adaptación de la serie de televisión de anime en la edición de octubre de Monthly Shōnen Sunday el 12 de septiembre de 2018. La serie fue animada por Liden Films y dirigida por Kenichi Imaizumi, con Atsushi Maekawa a cargo de la composición de la serie, Yukiko Ibe diseñando los personajes y Shūji Katayama. componiendo la música. Se emitió del 3 de octubre al 19 de diciembre de 2019 en ABC, Tokyo MX y BS11. La serie duró 12 episodios. Miyu Tomita interpretó el tema de apertura de la serie "Momento presente", mientras que Saki Miyashita, Marika Kouno y Tomita interpretaron el tema de cierre de la serie "On the Board". Funimation obtuvo la licencia de la serie fuera de Asia.